# Фенукитау, Иполито
Иполито Фенукитау (англ. Ipolito Fenukitau, родился 22 июля 1972 года) — тонганский и австралийский регбист, выступавший на позиции фланкера.

## Карьера в клубе
Известен по выступлениям в Кубке AAMI (турнир регионов Австралии до образования Национального регбийного чемпионата) за клуб «Канберра Кукабуррас», в Супер 12 за «Брамбиз» и в чемпионате Японии за «Рико Блэк Рэмс», «Ямаха Жубилу» и «Кинтэцу Лайнерс». Карьеру завершил в 2008 году. В 2013 году участвовал в турнире ветеранов World Rugby Classics в составе сборной Австралии.

## Карьера в сборной
5 июня 1993 года Фенукитау дебютировал за сборную Тонга в матче против Шотландии, выйдя в стартовом составе. В том же году он провёл ещё две игры против Фиджи и одну против Австралии. В 1995 году Фенукитау, сыграв два тест-матча против Японии, вошёл в состав сборной на чемпионат мира в ЮАР, сыграв против Франции и Шотландии. В 1998 году Фенукитау был заявлен на Игры Содружества в составе сборной Австралии по регби-7, где завоевал бронзовые медали.
В 2002 году Фенукитау сыграл два тест-матча против Фиджи и Самоа, а через год был включён в заявку на чемпионат мира в Австралии. Команда провела четыре матча в групповом этапе, в каждом из них Фенукитау выходил на поле, и все четыре раза тонганцы потерпели поражение.

## Стиль игры
Фенукитау, обладавший большими антропометрическими данными и большой физической силой, нередко становился виновником инцидентов и стычек. В 2003 году на чемпионате мира в игре против Италии Фенукитау на первых минутах совершил грубый фол против Гонсало Канале, схватив его за шею при попытке сорвать начавшуюся было итальянскую атаку. За это он был удалён на 10 минут с поля, успев и поучаствовать в стычке с итальянскими игроками. Во время матча Супер 12 между «Брамбиз» и «Харрикейнз» в апреле 1998 года он случайно во время схватки нанёс травму колена своему одноклубнику Крейгу Макмаллену.